# Wiesław Tyczyński

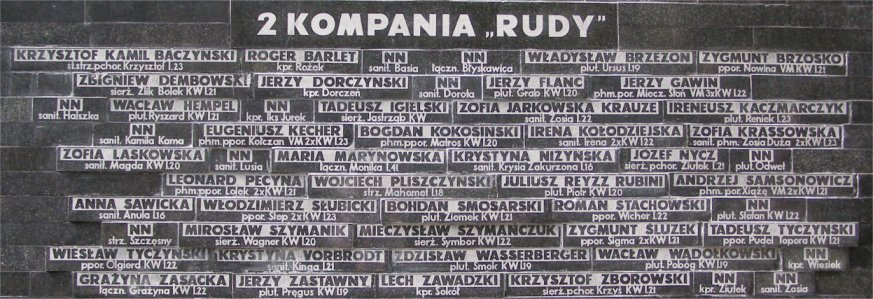
Na Powązkach Wojskowych. Nazwisko Tyczyńskiego wymienione w 9. rzędzie

Wiesław Tyczyński ps. „Olgierd” (ur. 25 marca 1922, zm. 13 września 1944 w Warszawie) – podporucznik, w powstaniu warszawskim dowódca 2. drużyny w III plutonie „Felek” 2. kompanii „Rudy” i zastępca dowódcy plutonu „Alek” batalionu „Zośka” Zgrupowania „Radosław” Armii Krajowej.
Działał w 80 Drużynie Harcerskiej im. Jędrzeja Śniadeckiego. Podczas okupacji niemieckiej służył w polskim podziemiu zbrojnym. W powstaniu warszawskim walczył wraz ze swoim oddziałem na Woli, Starym Mieście i Czerniakowie. Poległ 13 września 1944 w rejonie ul. Książęcej 1 na Czerniakowie. Miał 21 lat. Jego symboliczna mogiła znajduje się na Powązkach Wojskowych obok kwater żołnierzy i sanitariuszek batalionu „Zośka” (kwatera A20-3-23).
Został odznaczony Krzyżem Walecznych.
Był stryjecznym bratem Tadeusza Tyczyńskiego (ps. „Pudel”, „Topora”).